# Lee Evans
Lee Edward Evans, född 25 februari 1947 i Madera i Kalifornien, död 19 maj 2021 i Lagos, Nigeria, var en amerikansk friidrottare och vinnare av två guldmedaljer (400 meter och stafett 4 x 400 meter) vid 1968 år Olympiska spel i Mexico City. I 400-metersfinalen blev han och silvermedaljören Larry James de två första i världen under 44 sekunder på sträckan med tiderna 43,86 och 43,97.